# 2605 Sahade
2605 Sahade è un asteroide della fascia principale. Scoperto nel 1974, presenta un'orbita caratterizzata da un semiasse maggiore pari a 3,0935363 UA e da un'eccentricità di 0,0732532, inclinata di 9,39619° rispetto all'eclittica.